# Urząd Służb Ośrodków

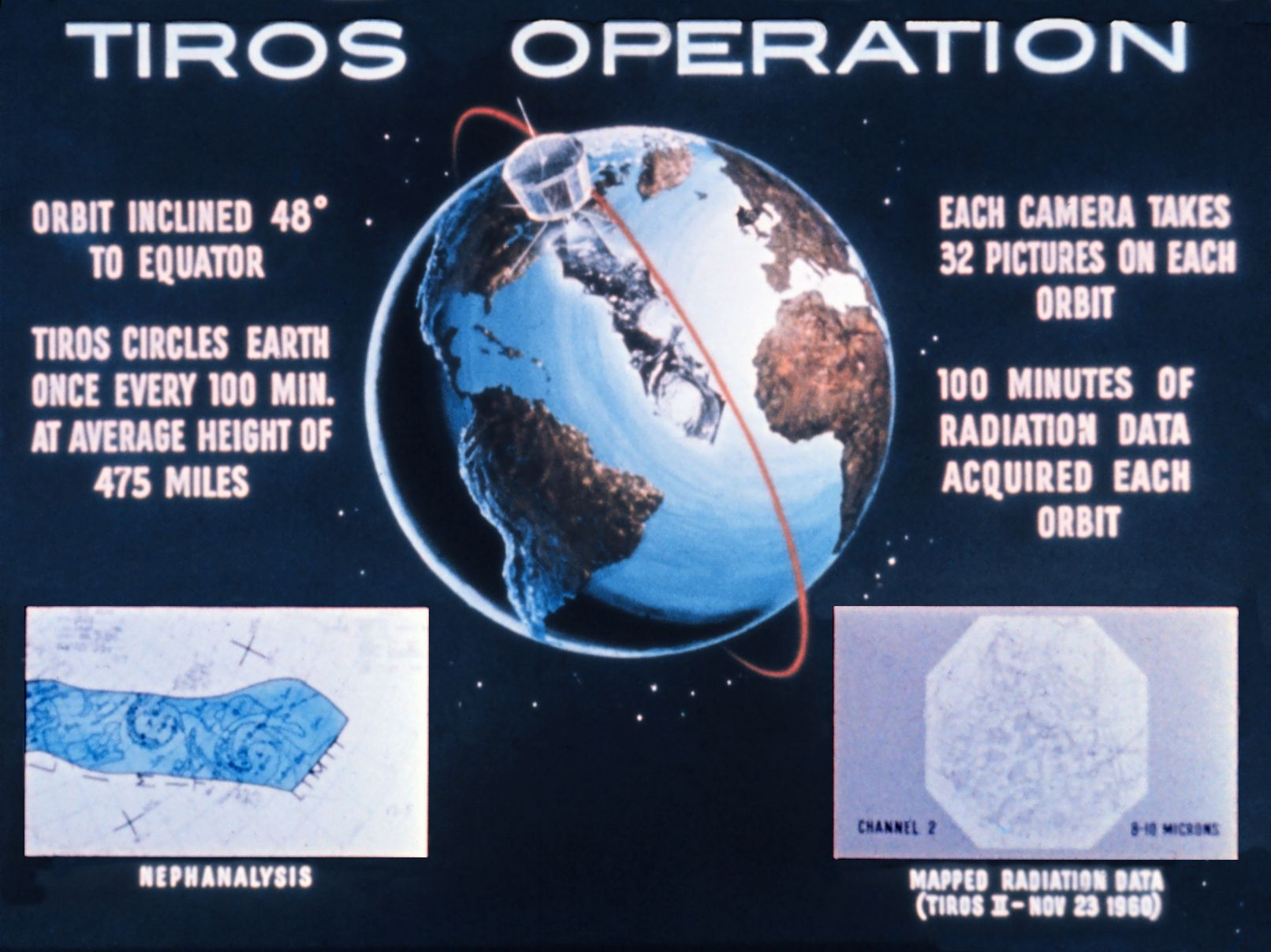
Idea systemu TIROS

Urząd Służb Ośrodków ang. Enviromental Science Services Administration, ESSA) – rozwiązany amerykański urząd federalny, zajmujący się badaniem i zarządzaniem ośrodkami: hydrologicznym, meteorologiczny, oceanicznym i kosmicznym.
Utworzony w 1965 w wyniku reorganizacji Departamentu Handlu. W 1966 Urząd dokonał zmian nazw: Weather Bureau (Biuro Pogodowe) na National Weather Service (Narodowa Służba Pogodowa); National Data Center (Narodowe Centrum Obliczeniowe) na Environmental Data Service (Środowiskowe Służby Obliczeniowe). W 1970 Urząd został przekształcony w National Oceanic and Atmospheric Administroation, które przejęło zadania ESSA.
ESSA był operatorem cywilnych satelitów meteorologicznych, geofizycznych, oceanograficznych i teledetekcyjnych, działających od 1957 (wysyłanych jeszcze przez NASA) do 1977. Urząd odpowiadał także za program TIROS.